# François Braud
François Braud (* 27. Juli 1986 in Pontarlier) ist ein ehemaliger französischer Nordischer Kombinierer, der vereinzelt auch in den Teildisziplinen Skilanglauf und Skispringen antrat.

## Werdegang

### Nordische Kombination
François Braud lebt in Sallanches und startete für den Club des Sports Chamonix. Seinen ersten bedeutenden internationalen Einsatz hatte er bei der Nordischen Junioren-Weltmeisterschaft 2002 im Januar des Jahres in Schonach, wo er gemeinsam mit Maxime Laheurte, Mathieu Martinez und Sébastien Lacroix im Staffelwettbewerb hinter dem deutschen Team die Silbermedaille gewann. Im Dezember nahm er in Klingenthal an seiner ersten FIS-Veranstaltung teil und wurde in einem Wettbewerb in der Gundersen-Methode 47. In den folgenden Veranstaltungen konnte er sich unter die besten 20 verbessern. Höhepunkt der Saison waren erneut die Junioren-Weltmeisterschaften 2003, durchgeführt in Sollefteå. Braud wurde erneut im Staffelwettbewerb eingesetzt, in dem nun Martinez von Jason Lamy Chappuis ersetzt wurde und gewann Bronze. Im Gundersen-Wettkampf kam er auf den 36. Platz. Es dauerte bis zum Dezember 2003, dass Braud in Ruhpolding erstmals im B-Weltcup eingesetzt wurde und dort 52. wurde. Die Junioren-WM 2004 in Stryn brachte im Mannschaftswettbewerb nur den sechsten Platz, im Gundersen-Wettbewerb belegte er Platz 20, im Sprint den 19. Rang. Ein Jahr später startete er bei seiner vierten Junioren-WM in Rovaniemi. Mit Lamy Chappuis, Laheurte und Maxime Boillot gewann er zum zweiten Mal die Silbermedaille im Mannschaftswettbewerb, zudem wurde er Elfter im Gundersen-Wettbewerb und Achter im Sprint. Im November 2005 debütierte Braud in Kuusamo im Weltcup und wurde 44. in einem Gundersen-Wettkampf. Schon in seinem fünften Weltcup-Wettbewerb gewann der Franzose als 16. eines Sprints in Ramsau am Dachstein seine ersten Weltcuppunkte. Im Februar 2006 startete er zum letzten Mal bei einer Junioren-WM, in Kranj gewann er den Titel im Gundersen-Wettbewerb vor Tom Beetz. Nur zehn Tage später konnte er in Pragelato an seinem ersten olympischen Wettkämpfen teilnehmen und wurde im Gundersen-Wettbewerb 42. Im Staffelwettkampf verpasste er als Startläufer mit Jason Lamy Chappuis, Ludovic Roux und Nicolas Bal als Fünftplatzierter eine Medaille.
In der Folgezeit nahm Braud regelmäßig an Weltcuprennen teil und lief zumeist in die Punkteränge. Nächstes Großereignis nach den Olympischen Spielen von Turin wurden die Nordischen Skiweltmeisterschaften 2007 in Sapporo. 20. wurde er im Sprint, 30. im Gundersen-Wettkampf und Sechster mit der französischen Staffel. Im März 2008 lief er in Oslo als Achter erstmals unter die besten Zehn. Seine bislang besten Resultate erreichte Braud jeweils als Sechster 2009 im Val di Fiemme und Vikersund. In der Gesamtwertung der Saison wurde er 15. Gute Resultate erreichte der Franzose auch bei den Nordischen Skiweltmeisterschaften 2009 in Liberec. Mit den Rängen zehn im Massenstart, zwölf im Einzel von der Normal- und 14. von der Großschanze. Mit der Staffel wurde er Vierter.

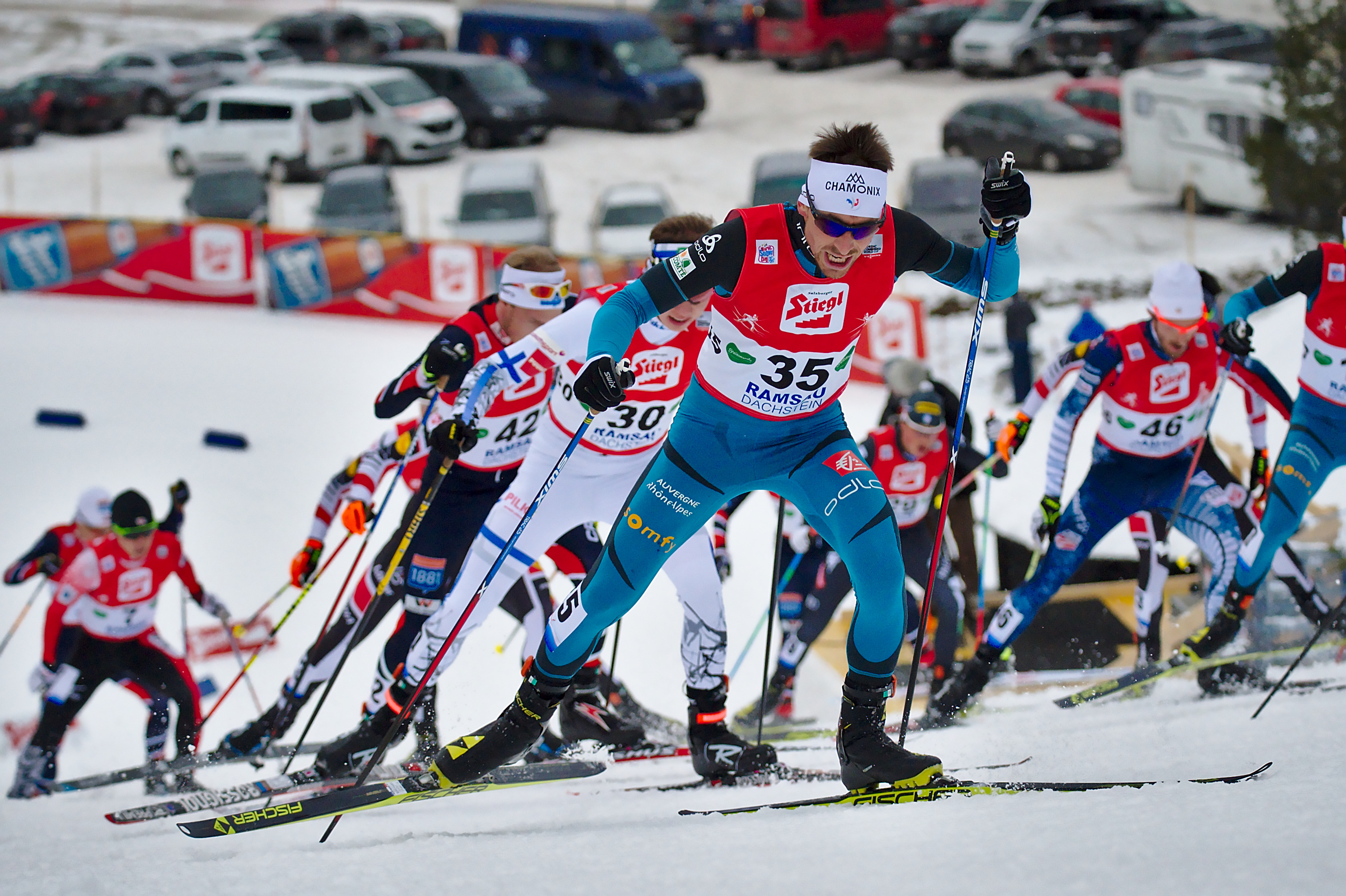
Braud in Ramsau 2016

In der Saison 2009/10 kam Braud im Weltcup zehnmal in die Punkteränge, zweimal davon in die Top 10. Zum Ende der Saison bestritt er in Oslo ein Teamrennen, bei dem er Vierter wurde. Bei den Olympischen Spielen in Vancouver belegte er im Einzel von der Normalschanze nur den 34. Platz. Im Teamwettbewerb von der Großschanze erreichte er mit seinen Teamkollegen Maxime Laheurte, Sébastien Lacroix und Jason Lamy Chappuis einen hervorragenden vierten Platz nur 1,4 Punkte hinter den drittplatzierten Deutschen. Im Einzel von der Großschanze kam er auf Rang 14. In der Weltcup-Saison 2010/11 erreichte er bis auf einmal immer in die Punkterennen. Bei den Weltmeisterschaften 2011 in Oslo kam er im Einzel Normalschanze auf den 20., im Team Normalschanze auf den fünften, im Einzel Großschanze auf den neunten und im Team Großschanze auf den vierten Platz. In der Saison 2011/12 wurde er bei dem Weltcuprennen im Val di Fiemme zum ersten Mal disqualifiziert, ansonsten erreichte er Ergebnisse im Mittelfeld. Im Winter 2012/13 erreichte er in Sotschi mit der Mannschaft den zweiten Platz. Bei den Nordischen Skiweltmeisterschaften 2013 im Val di Fiemme gewann er im Mannschaftswettbewerb mit dem französischen Team die Goldmedaille. In den beiden Einzelrennen belegte er von der Normalschanze den 36. Platz und von der Großschanze den 19. Platz.
Bei den Olympischen Winterspielen 2014 im russischen Sotschi wurde er mit der französischen Mannschaft erneut Vierter. In den beiden Gundersen-Wettbewerben wurde er 13. von der Groß- und 30. von der Normalschanze. Bei den Nordischen Skiweltmeisterschaften 2015 in Falun gewann Braud überraschend im Wettbewerb von der Großschanze die Silbermedaille, wobei er sich nur dem Österreicher Bernhard Gruber geschlagen geben musste. Zuvor hatte er im Mannschaftswettbewerb mit dem französischen Team die Bronzemedaille geholt. Im ersten Einzelwettbewerb von der Normalschanze war er 13. geworden. Im abschließenden Teamsprint wurde er mit Jason Lamy Chappuis Weltmeister.
Bei den Weltmeisterschaften 2017 im finnischen Lahti konnte er im Gundersenwettbewerb von der Großschanze die Bronzemedaille erringen. Im Gundersenwettbewerb von der Normalschanze wurde er Sechster, im Teamsprint Fünfter und im Staffelwettbewerb Siebter. Bei den Olympischen Winterspielen 2018 im südkoreanischen Pyeongchang wurde er 5. mit der französischen Mannschaft, während er in beiden Gundersenwettbewerben von der Groß- und von der Normalschanze jeweils den 15. Platz belegte. Bei den Weltmeisterschaften 2019 in Seefeld in Tirol und Innsbruck wurde er mit der französischen Mannschaft im Staffelwettbewerb Sechster, während er in den beiden Gundersenwettbewerben die Plätze 23 (von der Normalschanze) und 27 (von der Großschanze) belegte. Braud beendete zum Saisonende 2018/19 seine Karriere.

### Skispringen
Kurz nach Weihnachten 2001 nahm er zum ersten Mal beim Continental Cup in Engelberg teil, wurde 37. und verpasste den zweiten Durchgang. Außerdem nahm er bei der Junioren-WM 2003 in Solleftea in der Skisprung-Mannschaft teil, wurde 12. und ein Jahr später kam er mit der Mannschaft bei der Junioren-WM 2004 in Stryn auf dem 11. Platz. Gemeinsam mit Alexandre Mabboux, Jonathan Félisaz und Vincent Descombes Sevoie gewann er bei den Französischen Meisterschaften im Skispringen 2009 als Team Mont Blanc I den Titel im Mannschaftsspringen, im Einzelwettbewerb wurde er Siebter. Am 6. März 2010 kam er im Weltcup mit seinen Teamkollegen Vincent Descombes Sevoie, David Lazzaroni und Emmanuel Chedal auf den 11. Platz. Im Sommer 2011 war Braud beim zwei FIS Cup in Gérardmer belegte die Plätze sechs und vier und war auch bei zwei Continental Cups in Courchevel und die Ergebnisse waren ein 26. und 27. Platz. 2013 war er im Sommer wieder in zwei Continental Cups in Lillehammer zu sehen. Bei den französischen Meisterschaften 2018 belegte er den 18. Platz im Einzel und wurde zudem Vierter im Team.

## Privates
Im September 2020 heiratete Braud seine langjährige Freundin Elena Runggaldier. Im Mai 2021 wurde ihr gemeinsamer Sohn geboren.

## Statistik

### Platzierungen bei Olympischen Winterspielen
| Jahr und Ort     | Wettbewerb   | Wettbewerb   | Wettbewerb |
| Jahr und Ort     | Gundersen NS | Gundersen GS | Team       |
| ---------------- | ------------ | ------------ | ---------- |
| 2006 Pragelato   | 42.          | –            | 05.        |
| 2010 Vancouver   | 34.          | 14.          | 04.        |
| 2014 Sotschi     | 20.          | 13.          | 04.        |
| 2018 Pyeongchang | 15.          | 15.          | 05.        |

### Weltcup-Platzierungen
| Saison  | Platz | Punkte |
| ------- | ----- | ------ |
| 2005/06 | 39.   | 160    |
| 2006/07 | 34.   | 126    |
| 2007/08 | 36.   | 181    |
| 2008/09 | 15.   | 354    |
| 2009/10 | 30.   | 150    |
| 2010/11 | 19.   | 193    |
| 2011/12 | 23.   | 293    |
| 2012/13 | 22.   | 230    |
| 2013/14 | 20.   | 252    |
| 2014/15 | 12.   | 323    |
| 2015/16 | 14.   | 371    |
| 2016/17 | 12.   | 405    |
| 2017/18 | 17.   | 321    |
| 2018/19 | 28.   | 152    |